# Плентивуд (Монтана)
Плентивуд (енгл. Plentywood) град је у америчкој савезној држави Монтана.

## Демографија
По попису из 2010. године број становника је 1.734, што је 327 (-15,9%) становника мање него 2000. године.
| Група             | 2000.         | 2010.         |
| Белци             | 1.989 (96,5%) | 1.626 (93,8%) |
| Афроамериканци    | 3 (0,1%)      | 4 (0,2%)      |
| Азијати           | 9 (0,4%)      | 12 (0,7%)     |
| Хиспаноамериканци | 23 (1,1%)     | 37 (2,1%)     |
| Укупно            | 2.061         | 1.734         |